# Jagadish Chandra Bose
Sir Jagadish Chandra Bose (Mymensingh, 30 novembre 1858 – Giridih, 23 novembre 1937) è stato un fisico e botanico indiano, pioniere della radio.

## Biografia
Nato in Bengala (ora Bangladesh) durante il governo del Raj britannico, era figlio di un magistrato. A nove anni fu mandato a studiare a Calcutta. Ebbe come insegnanti il padre gesuita belga Eugène Lafont, che ebbe un ruolo importante per sviluppare il suo interesse per le scienze naturali, e Francis Darwin, figlio di Charles Darwin. Dopo essersi laureato nel 1879, nel 1880 si recò in Inghilterra, dove si iscrisse alla facoltà di medicina dell'Università di Londra. Problemi di salute, in particolare crisi di malaria, lo costrinsero a interrompere gli studi. L'anno successivo le sue condizioni migliorarono e si iscrisse al Christ's College dell'Università di Cambridge per studiarvi fisica. Ebbe tra i suoi insegnanti nomi prestigiosi come John Rayleigh, James Dewar, Michael Foster e Francis Darwin.
Dopo aver ottenuto un diploma a Cambridge ritornò a Calcutta, dove assunse un incarico di insegnante al Presidency College, che mantenne per trent'anni. Ebbe tra i suoi allievi Satyendranath Bose, che diventerà in seguito famoso per le sue scoperte di fisica nucleare.
Dal 1894 al 1900 condusse una serie di esperimenti sulla propagazione delle onde elettromagnetiche. Nel novembre 1894 fece la prima dimostrazione della trasmissione pratica di tali onde, facendo suonare una sveglia a distanza e innescando la deflagrazione di una carica esplosiva con un segnale radio. Guglielmo Marconi farà il suo primo esperimento pubblico tre anni dopo, nel 1897, in Inghilterra. Durante i suoi esperimenti, Bose produsse onde corte di 5 mm, studiandone la riflessione, diffrazione e polarizzazione. Utilizzò la galena per costruire un primitivo diodo semiconduttore, che utilizzò come captatore delle onde radio.
Sir Nevill Francis Mott, Premio Nobel per la fisica nel 1977, scrisse che Chandra Bose era in anticipo di 60 anni rispetto al suo tempo e, di fatto, realizzò i primi semiconduttori di tipo-P e tipo-N.
Dopo il 1900 Bose cambiò i suoi interessi di ricerca, indirizzandosi verso la fisiologia vegetale. In tale campo produsse lavori pionieristici sulla crescita delle piante e sulle loro reazioni in presenza di campi elettromagnetici. Creò uno strumento chiamato crescografo (crescograph), che usò per valutare esattamente il tasso di crescita dei vegetali, capace di amplificare fino a 10.000 volte le variazioni di crescita riscontrate.
Lo scienziato scozzese Patrick Geddes, altro inventore e pioniere in teoria e pratica dell'ecologia, scrisse la sua biografia nel 1920.
Ricevette numerosi riconoscimenti, tra cui, nel 1903, il Companionship of the British Empire (C.B.E.) e nel 1915 il Companionship of the Stars of India (C.S.I.). Si ritirò dall'insegnamento nel 1915, ma ebbe per altri cinque anni il titolo di Professore emerito. Nel 1916 gli fu attribuito dal governo britannico il titolo di Sir.

### Il crescografo
(Bose citato da Paramhansa Yogananda, Autobiografia di uno yogi, cit., p. 90.)
Nel 1919 Bose inventò il crescografo, uno strumento capace di misurare con estrema precisione la crescita delle piante, introducendo un dispositivo capace di amplificare i microscopici movimenti vegetali fino a più di diecimila volte. Attraverso l'uso di leve e specchi, lo strumento consentiva di rilevare variazioni di crescita in frazioni di secondo, rivoluzionando lo studio della fisiologia vegetale. Le sue ricerche dimostrarono che le piante reagiscono a stimoli esterni come luce, calore e sostanze chimiche, consolidando il suo ruolo pionieristico nella biofisica.